# Buarcos
Buarcos est une ancienne paroisse civile portugaise (en portugais : freguesia) de la municipalité de Figueira da Foz dans le district et la région de Coimbra, située sur l'océan Atlantique.

## Histoire
En 1342, Alphonse IV accorde une charte à Buarcos.
En 1836, la municipalité de Buarcos disparaît et est annexée par Figueira da Foz.
La réforme territoriale de 2012-2013 prévoit la fusion des paroisses de Buarcos et São Julião da Figueira da Foz. La version finale de la loi no 11-A/2013 du 28 janvier 2013 portant réorganisation administrative du territoire des freguesias ne mentionnant que la paroisse de Buarcos, celle-ci semble donc absorber São Julião de Figueira da Foz dans son territoire. Deux ans plus tard, la loi no 87/2015 du 10 août 2015 renomme la nouvelle paroisse fusionnée Buarcos e São Julião (au lieu de simplement « Buarcos »).